# Élément nucléaire dispersé court
Les éléments nucléaires dispersés courts (SINE, short interspersed nuclear elements) font partie des séquences répétées dispersées au sein de l'ADN. Parmi les plus connues de ces séquences, on trouve les séquences Alu qui contiennent le site de restriction (AG/CT) de l'enzyme de restriction AluI, d'où leur nom.
Leur longueur est en général de quelques centaines de paires de bases et leur nature exacte varie suivant les espèces. Chez les primates, les principales séquences SINE sont les séquences Alu qui représentent environ les deux-tiers des 1 500 000 copies présentes dans leurs génomes représentant 13 % du génome total (une séquence SINE Alu, MIR ou MIR3 toutes les 4 kb). Les séquences SINE sont transcrites à partir d'un promoteur interne (par l'ARN polymérase III pour les séquences Alu) et sont polyadénylées en 3'. Cet ARN intermédiaire est répliqué en ADN par rétrotranscription. Les séquences SINE sont courtes et ne comportent donc pas de séquences codant une transcriptase inverse, elles sont donc rétrotranscrites par une transcriptase agissant en trans. Les séquences Alu qui sont dispersées dans les introns pourraient jouer un rôle dans la recombinaison.